# Vampyressa
Vampyressa — рід родини листконосові (Phyllostomidae), ссавець ряду лиликоподібні (Vespertilioniformes, seu Chiroptera).

## Опис
Довжина голови й тіла від 43 до 65 мм, хвіст відсутній, довжина передпліччя між 30 і 38 мм, вага до 16 гр. Хутро зверху димчасто-сіре, від білувато-коричневого до блідо-коричневого чи темно-коричневе, знизу світліше й сірувате. У деяких видів є білі смуги на обличчі. Писок короткий і широкий, очі помірного розміру. Вуха відносно великі, добре відокремлені один від одного, мають закруглені краї і жовтого кольору. Зубна формула: 2/1-2, 1/1, 2/2, 3/2-3 = 28-32.

## Поширення
Населяє Центральну і Південну Америку.